# Nagy emigráció
A nagy emigráció (lengyelül: Wielka Emigracja) a lengyel lakosság nagymértékű kivándorlása volt a megszállt, függetlenségét vesztett Lengyelországból a 19. század első felében. A szülőföld elhagyása nemzeti és politikai okokból történt, közvetlen kiváltó oka a novemberi felkelés (1830-1831) bukása volt.
A nagy emigráció volt az egyik legnagyobb népességmozgás a modern Európában. Kb. 50 000 ezer ember indult útnak, de jelentős részük hamarosan visszatért Lengyelországba. Sokukat később az Orosz Birodalom különféle vidékeire száműzték.
A kivándorlás elsődleges célpontja Franciaország, ezen belül is Párizs volt. A kivándorlók többségét eleinte a novemberi felkelésben részt vett katonák, a nemzeti kormány tagjai, nemesek, politikusok, írók, művészek és más értelmiségiek alkották. Utóbb másféle emberek is csatlakoztak hozzájuk, olyanok, akik főképp az oroszok által megszállt lengyel területeken éltek. Híres emigráns volt Bem József (Józef Bem), Frédéric Chopin, Adam Jerzy Czartoryski herceg, Dembinszky Henrik (Henryk Dembiński), Zygmunt Krasiński, Ernest Malinowski, Adam Mickiewicz, Teodor Morawski, Maurycy Mochnacki, Bonawentura Niemojowski és Juliusz Słowacki.
Mintegy 5000 emigráns telepedett le véglegesen külföldön. Évtizedeken át fennálló szellemi és politikai közösségüket szintén nagy emigrációnak nevezik. A negyvenes-ötvenes években további kivándorlók érkeztek hozzájuk, például Cyprian Norwid költő, aki az 1830-as felkeléskor még varsói gimnazista volt. A lengyel emigráció e korszakát az 1863-as januári felkelésig számítják. Ez utóbbi harc ugyancsak elbukott, azonban egy másik korszak kezdődött vele, részben a generációváltás, részben az újabb emigránshullám miatt.

## Története

### Előzmények
Lengyelország a 18. század második felében jelentős, a felvilágosodásra alapozott polgári reformokat hajtott végre. Itt alkották meg Európa első írott, kartális alkotmányát, a május 3-i alkotmányt. Ők hoztak létre a világon elsőként oktatási minisztériumot, aminek nagy szerepe volt a modern szellemű elemi, közép- és egyetemi oktatás megteremtésében. A reform csúcspontja a nagy szejm működése volt, ami az alkotmány mellett számos polgári jellegű, a feudalizmuson túlmutató jogszabályt alkotott, pl. a választójogról vagy a városi polgárok jogállásáról. Ez sem tudta azonban megállítani, hogy a környező hatalmak (az Orosz Birodalom, a Porosz Királyság és a Habsburg Birodalom) Lengyelország három felosztása során be ne kebelezzék az állam területét és népességét. Az ország 1795-ben 123 évre elvesztette a függetlenségét.

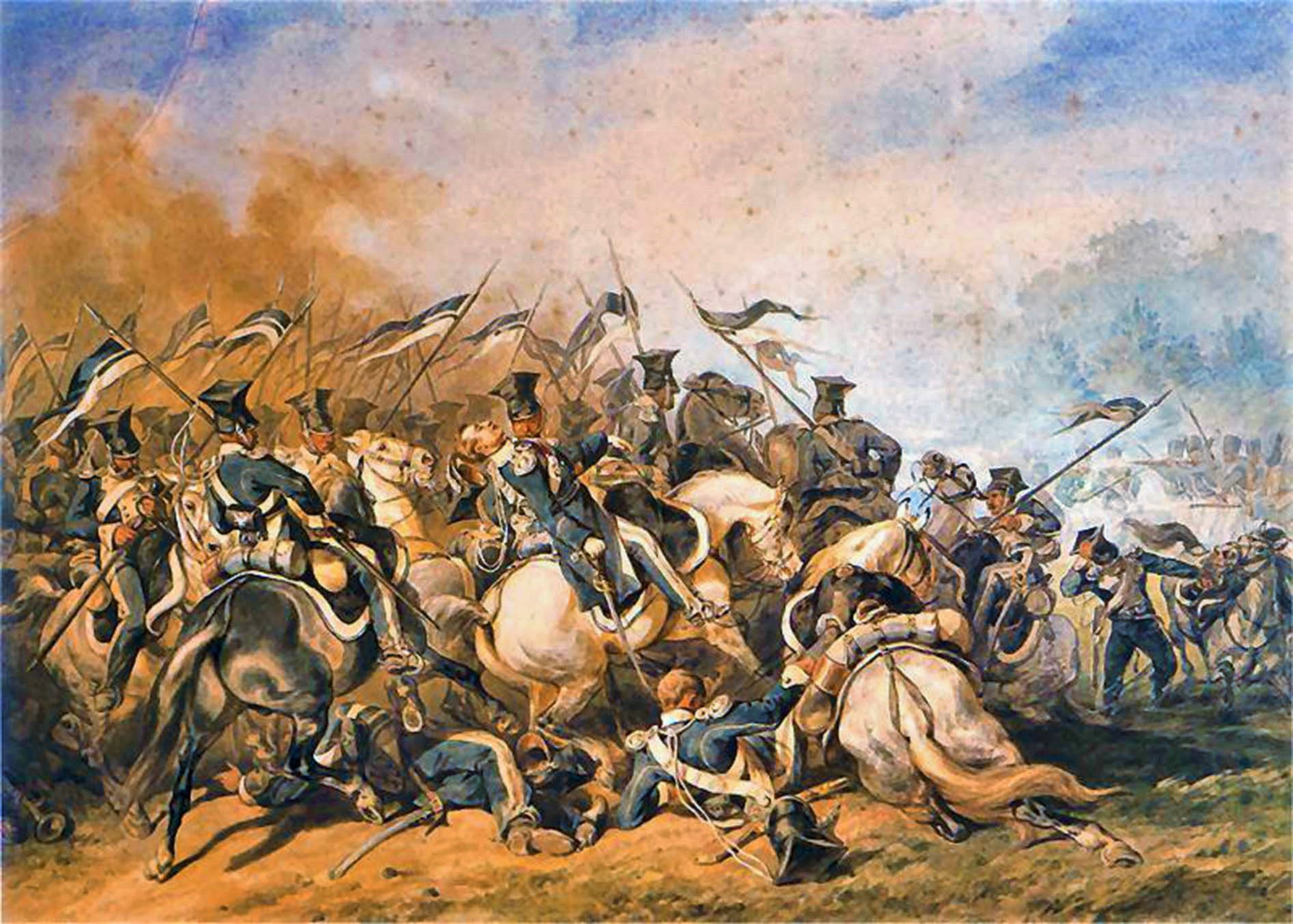
Juliusz Kossak: Az osztrolenkai csata (1873).

A lengyelek számos esetben próbálták meg visszaszerezni szabadságukat és államuk szuverenitását. Kościuszko Tádé (Tadeusz Kościuszko) vezetésével már 1792-ben és 1794-ben is felkelés robbant ki. Ilyen volt a novemberi felkelés is, ami 1830-1831-ben zajlott az Orosz Birodalom ellen. Központja Varsó volt. A csaknem egy esztendőn át tartó fegyveres harc október 21-i bukása után 50 000 felkelő hagyta el az oroszok által megszállt területeket. A Porosz Királyságba kb. 30 000, a Habsburg Birodalomba pedig 20 000 emigráns menekült.
A Szent Szövetségbe tömörült, egymással szövetséges abszolutista hatalmak a kivándorlás következtében kínos helyzetbe kerültek. A lengyel katonaság veszélyt jelentett saját államuk biztonságára, ugyanakkor a lakosságuk szimpátiája miatt nem fordulhattak nyíltan a menekültek ellen. A katonai erőt két lépcsőben semlegesítették. Elsőként lefegyverezték őket, majd a tiszteket és a katonákat elválasztották egymástól. Az osztrákok a tiszteket Stájerországban és Morvaországban szállásolták el, az alacsonyabb rangú katonákat erdélyi várak védelmére vezényelték. A poroszok a tiszteket Golub várában helyezték el, a katonákat pedig szétszórva különféle táborokban, ahol nélkülözésnek, megaláztatásnak és zaklatásnak voltak kitéve.
A három nagyhatalom összehangolt propagandával igyekezett minél több lengyelt rávenni a mielőbbi hazatérésre, de Tczewben, Elblągban és másutt erőszakra, fegyverhasználatra is sor került velük szemben. 1831. november 1-jén I. Miklós cár amnesztiát hirdetett. Számos lengyel, akit honvágy gyötört vagy megtévesztettek a cári ígéretek, visszatért az országba. Közülük sokakat Szibériába vagy a Kaukázusba száműztek. Mindezek következményeként alig 5000 felkelő maradt Poroszországban és Ausztriában.

### Poroszország és Ausztria elhagyása
A tehetősebb lengyelek már októberben megkezdték a továbbhaladást Nyugatra. Ugyanakkor jelentős feladat volt a több ezernyi katona útjának a megszervezése, amit Bem vállalt magára. Úgy gondolta, hogy Franciaországban egy olyan 10 000 fős légiót állít majd fel, ami képes lesz egyszer felvenni a harcot Lengyelország függetlenségéért. A terv sikere érdekében gyorsan kellett cselekednie, mivel egyre többen döntöttek a hazatérés mellett.

### Vándorlás a német államokon keresztül
Az első szervezett katonai csoportok 1831 decemberének közepén indultak el Franciaország felé. A kisebb porosz vagy osztrák katonai egységek által kísért menetek több útvonalon haladtak. A Poroszországból indulók az Elbląg, Malbork, Tczew, Starogard Gdański, Chojnice, Wałcz, Gorzów Wielkopolski, Kostrzyn nad Odrą, majd később a Lübben, Torgau, végül a Lipcse, Eisenach, Frankfurt am Main útvonalon haladtak a francia határfalu, Lauterbourg irányába. Ausztriából az egyik fontosabb útvonal Morvaországon, Csehországon és Bajorországon, majd északabbra Nürnbergen és Würzburgon át vezetett Strasbourgig és tovább. A másik délebbre ment Regensburg, Augsburg, Ulm és Stuttgart érintésével. A harmadik Schaffhausen és Basel irányában haladt Svájcon át Franciaországig.
A vándorlás közben helyi Lengyelbarát Bizottságok fedezték az utazás, étkezés és szállás költségeit. A lakosság általában együttérzéssel, vendégszeretettel, sőt lelkesedéssel fogadta az utazókat. Az abszolutizmussal elégedetlenkedve ugyanis csodálattal tekintettek azokra a katonákra, akik szembe mertek szállni a despotikus orosz cárral. Egyes városokban – például Lipcsében – felvonulásokkal, díszőrséggel, ágyúlövésekkel, zászlókkal és olyan táblákkal üdvözölték őket, amelyeken lengyeleket éltető szövegek szerepeltek. Az egyikre azt írták, hogy „Lengyelország addig nem pusztul el, amíg németek élnek”. Frankfurt am Mainban erőszakra is sor került, mert a lengyelek mellett tüntetők betörték az orosz követség ablakait.
A lelkesedéstől megrettenve a konzervatív kormányok 1832 tavaszától egyre inkább korlátozni igyekeztek a lengyelek tartózkodási jogát német földön. Először Drezdában, később Württembergben és Bajorországban hoztak intézkedéseket velük szemben. Mindezek ellenére a lengyelek átvonulása megerősítette a németek hazafias érzelmeit, és ahogy fogadták őket, az egyfajta kifejeződése volt az ellenzéki (liberális és demokrata) politikai gondolkodásnak. A lengyelekért való összefogás így az egyik alapja lett azon politikai mozgalmaknak, amelyek később a szabadságért és demokráciáért viseltek harcot a tekintélyalapú, autoriter német kormányok ellen.

### Letelepedés Franciaországban

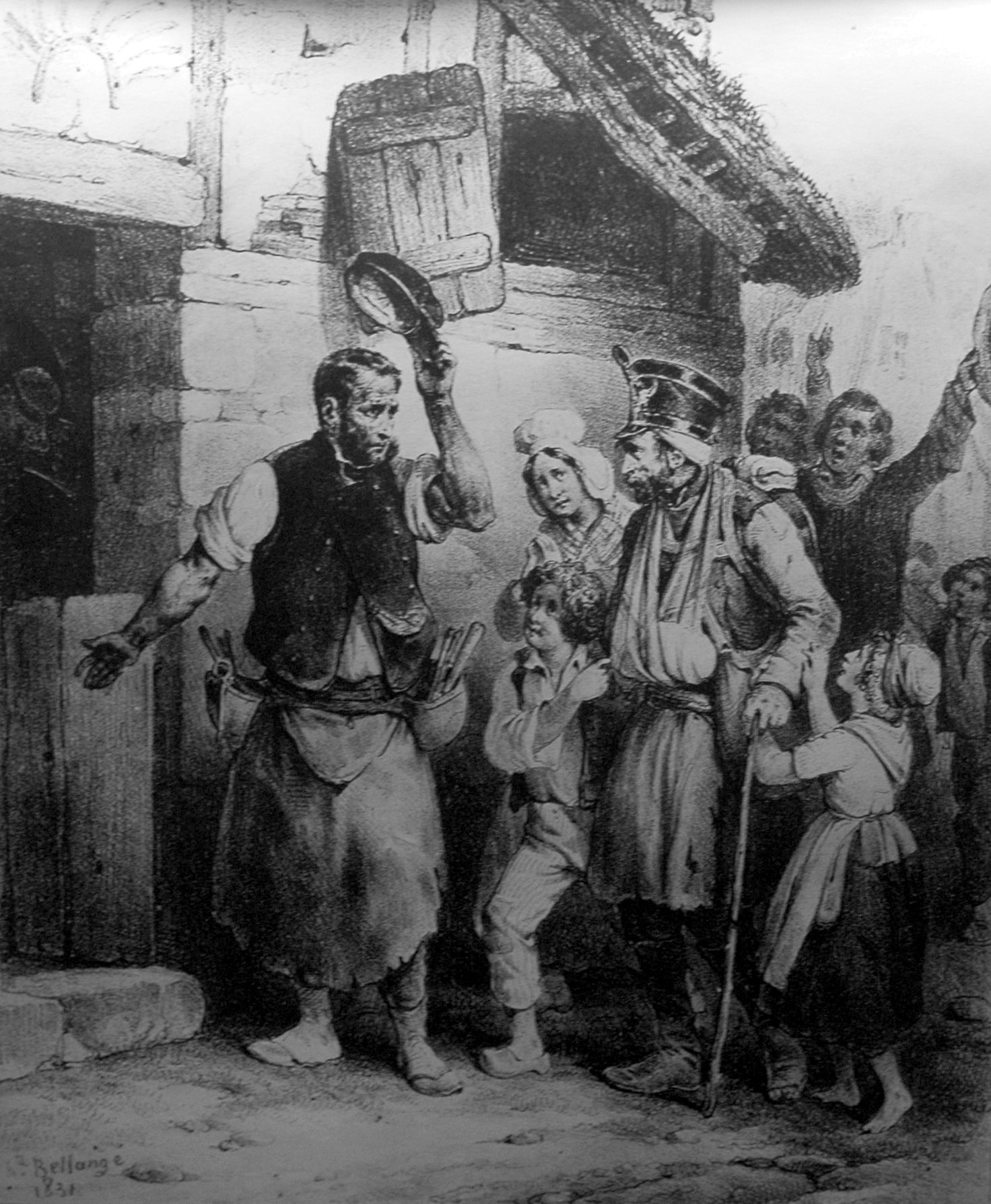
Franciák fogadnak egy sebesült lengyel emigráns katonát.

Bem terveinek megfelelően a legtöbb emigráns Franciaországban telepedett le. A főleg az elitből képződött első csoportjaik már 1831 októberében megérkeztek ide. Akárcsak korábban Németországban, úgy francia földön is nagy örömmel fogadták a vándorokat, sőt az ünneplésből a polgárokon kívül a hadsereg és a Nemzeti Gárda is kivette a részét.
Az emigráció megérkezése I. Lajos Fülöp francia királyt kényes helyzetbe hozta, mivel sem saját lakosságával, sem az emigrációt előidéző hatalmakkal, Poroszországgal, a Habsburg Birodalommal és az Orosz Birodalommal nem kívánt szembekerülni. A menekülteket kezdetben Avignonban gyűjtötték össze egy menekülttáborban, ahol 1832 márciusában már 1200 emigráns élt. A későbbiek folyamán hasonló táborokat létesítettek Besançon, Châteauroux, Bourges, Le Puy, Bergerac, Salins és más településeken is. Az emigránsok kisebb csoportokra osztása nagyban segítette a beilleszkedésüket. Általános, egyenlő és közvetlen választások útján olyan helyi közösségeket hoztak létre, mint a Lengyel Tanács (Radę Polaków) vagy a Katonai Tanács (Radę wojskową).
A kivándorlás miatt kezdetben feszült volt az európai politikai helyzet, s Franciaország komolyan gondolta azt, hogy a lengyel haderőt fel fogja használni egy esetleges háborúban. Ám ahogy enyhült a nemzetközi légkör, a lengyel légió elvesztette a jelentőségét a franciák szemében.
1833 tavaszán tovább folytatódott a lengyelek szétosztása, aminek következtében mintegy 100 vidéki kisvárosban néhány tucat főből álló újabb kolóniák jöttek létre. Fokozatosan eltűnt a franciák lelkesedése is, s hamarosan napirendre került, hogy a menekülteknek megélhetést biztosító munka kell. A korábban rendeletileg megítélt segély összegét időközben a felére csökkentették, ami még nehezebb pénzügyi helyzetbe hozta az emigráns felkelőket. Sokan vállaltak munkát, de voltak olyanok is, akik egy újabb háborúban vagy forradalomban bízva továbbra is arra vártak, hogy visszatérhessenek harcolni a szabad Lengyelországért.
Franciaország mellett kisebb kolóniák jöttek létre a német államokban, Belgiumban (kb. 200 fő), Nagy-Britanniában (700 fő), Svájcban (50 fő), valamint Skandináviában, az Amerikai Egyesült Államokban, Törökországban és Algériában.

## Politikai csoportok
Az első lengyel emigráns politikai párt, a Lengyel Emigráció Ideiglenes Bizottsága (Komitet Tymczasowy Emigracji Polskiej) 1831. november 6-án alakult meg Párizsban. Elnökévé Bonawentura Niemojowskit választották meg, aki Lengyelországban a forradalmi Nemzeti Kormány (Rząd Narodowy) utolsó elnöke volt a felkelés idején. A szervezet programja liberális alapokon állt, és azonnal szembekerült a konzervatív patriótákkal olyan ügyekben, mint a felkelés és a függetlenségi harc célszerűsége, illetve Lengyelország jövője. A későbbiekben négy nagyobb politikai csoport jött létre. Bár nagy ismertséget és népszerűséget szereztek a lengyelségnek nyugaton, azonban valódi támogatást nem tudtak szerezni az oroszok elleni harchoz.

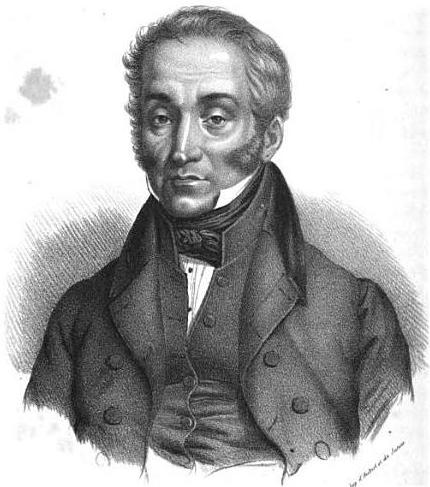
Adam Jerzy Czartoryski (1770–1861)
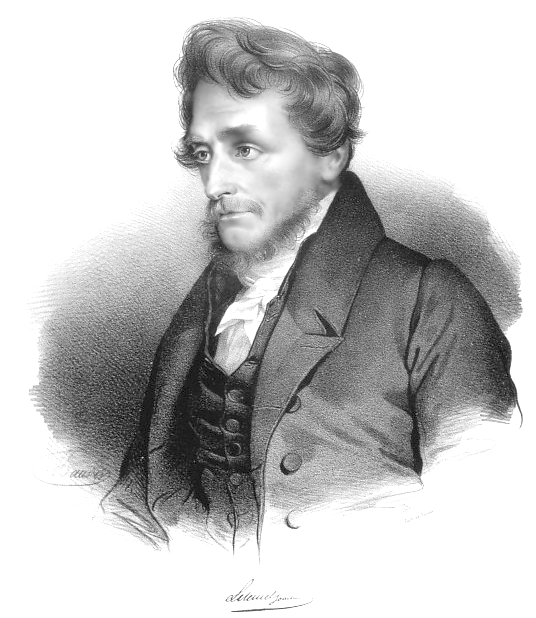
Joachim Lelewel (1786–1861)
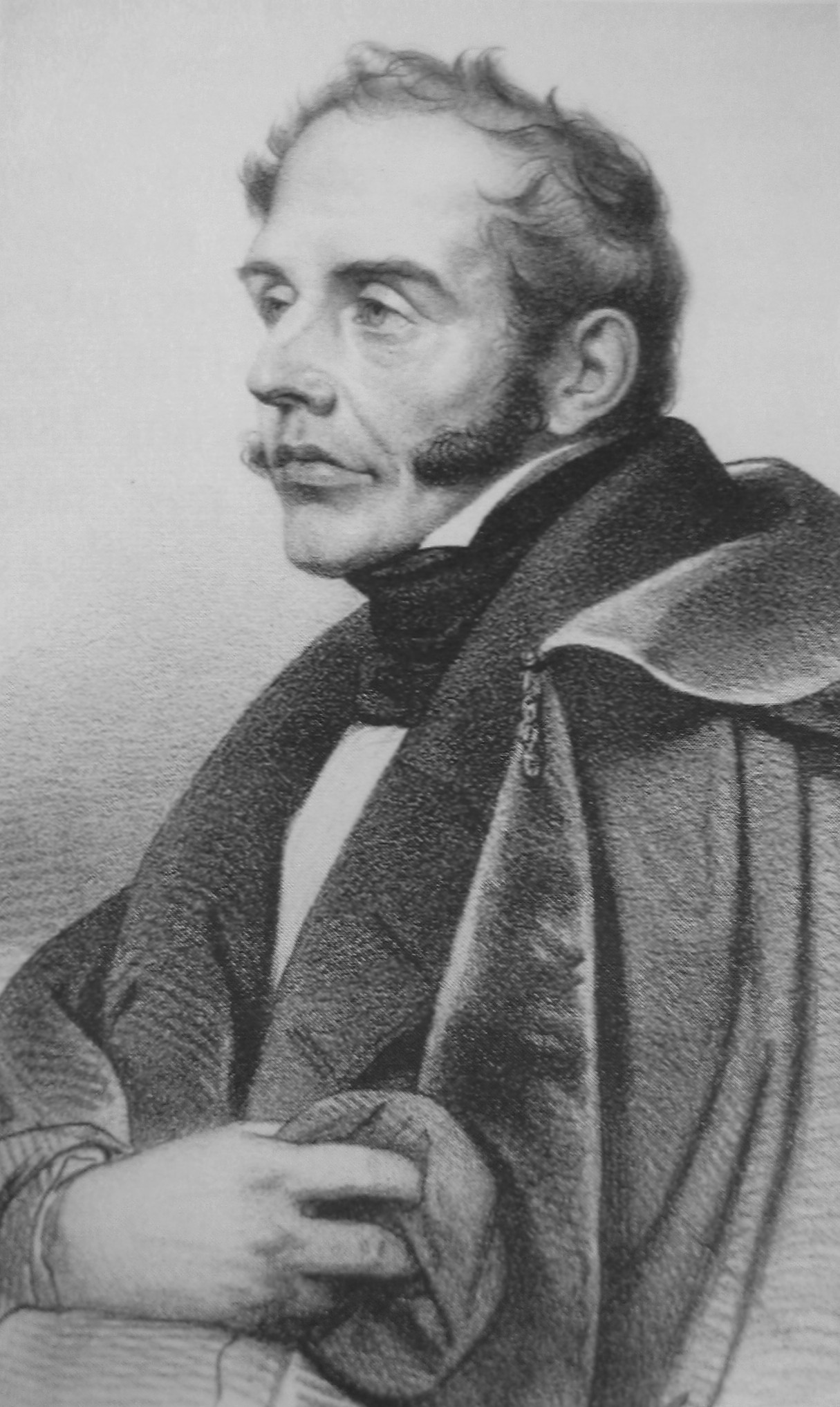
Bonawentura Niemojowski (1787–1835)
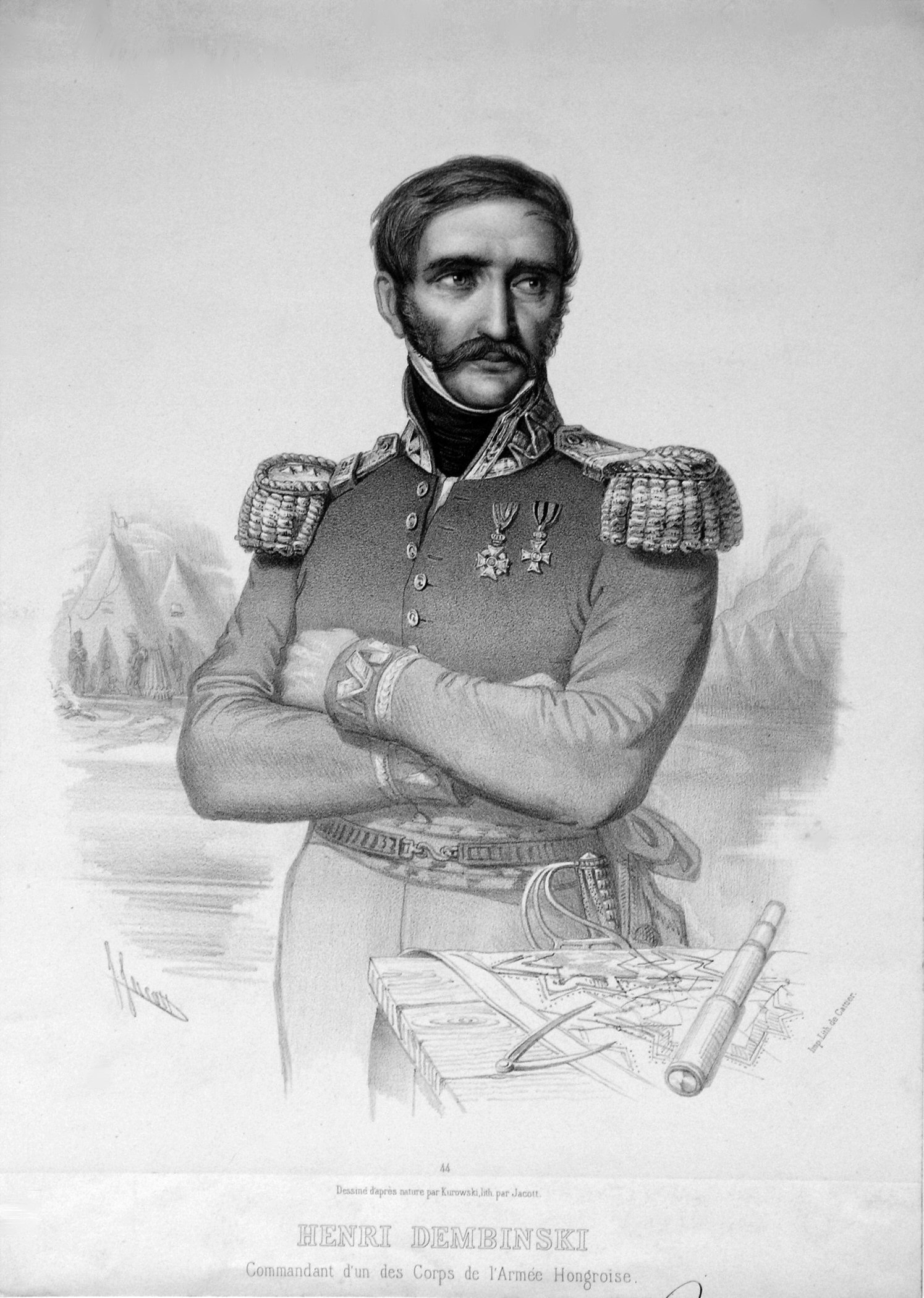
Dembinszky Henrik (1791–1864)
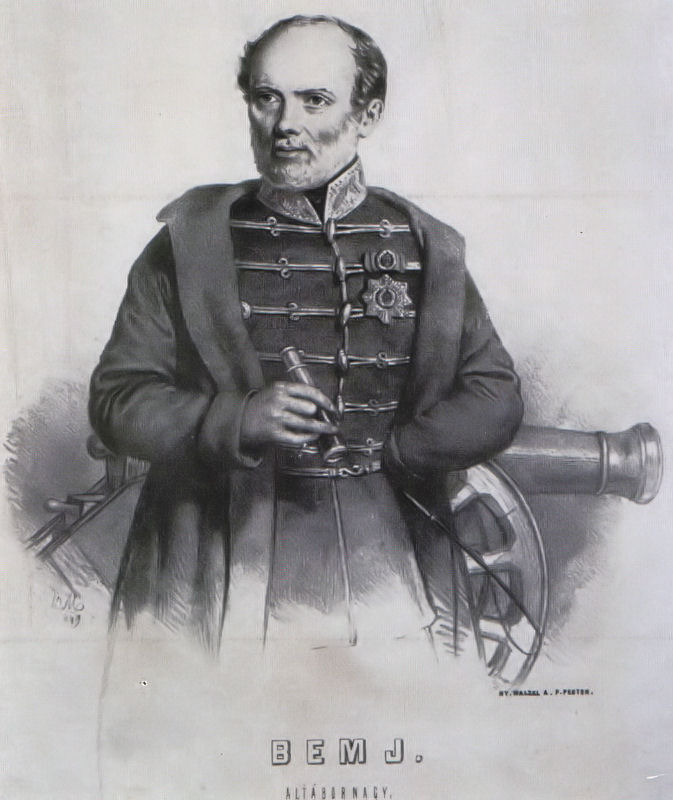
Bem József (1794–1850)

### Lelewelisták
A baloldali mozgalom Joachim Lelewel történész után kapta a nevét, aki a Lengyel Nemzeti Bizottság (Komitet Narodowy Polski) vezetőjeként fontos szerepet vitt az emigráció megszervezésében. A csoport republikánus elveket vallott, és az ország függetlenségének visszaszerzése mellett céljának tekintette a feudális viszonyok megszüntetését, a jobbágyság felszabadítását, valamint a parasztok és városi polgárok jogegyenlőségének megteremtését. Lelewel kapcsolatban állt Karl Marx-szal, Friedrich Engels-szel és hatott rá Mihail Bakunyin is. Fegyveres felkelést terveztek, s szorgalmazták az európai népek összefogását. Monarchiaellenes és forradalmi nézeteik miatt rendőrségi nyomásra 1832-ben el kellett hagyniuk Franciaországot és Brüsszelben telepedtek le.

### Demokratikus Lengyelország Társasága
A Demokratikus Lengyelország Társasága (Towarzystwo Demokratyczne Polskie, TDP) szintén baloldali és liberális nézeteket valló politikai tömörülés volt. A mozgalmat Wiktor Heltman vezette. Bár 1832-ben, majd 1836-ban is politikai kiáltványt tettek közzé, mégis nagy megosztottság, politikai és ideológiai viták jellemezték őket pl. a jobbágykérdésben. Radikális szárnyuk a nemességet és a XVIII. századi nemesi köztársaságot tette felelőssé Lengyelország sorsáért, miközben az emigráció háromnegyede nemesekből állt.

### Gromady Ludu Polskiego

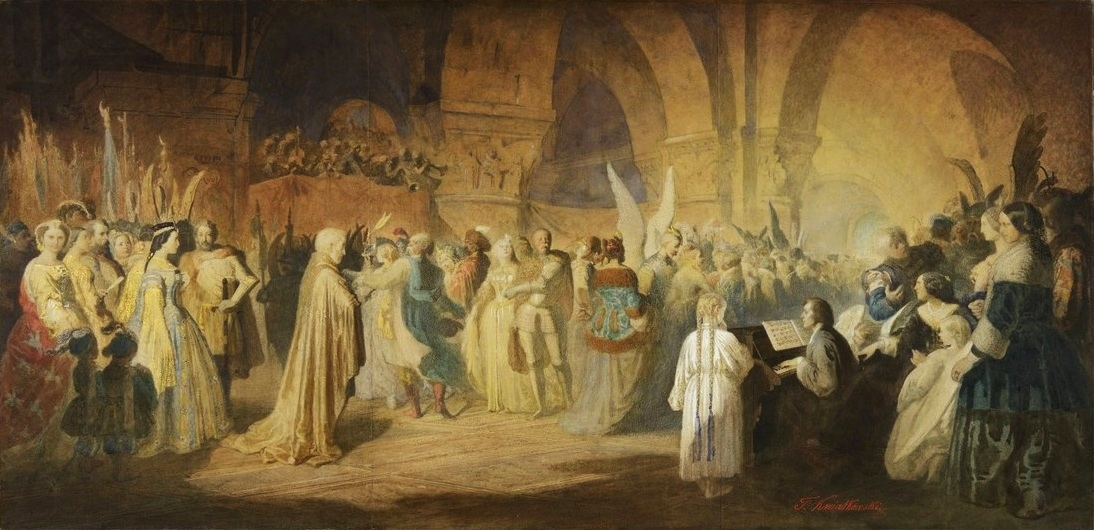
Polonéz az Hôtel Lambert bálján. A képen feltűnik Chopin, Adam Jerzy Czartoryski, George Sand és Adam Mickiewicz is.

A Gromady Ludu Polskiego (röviden: Lud Polski) egy Angliában alakult, 1835 és 1846 között működött politikai tömörülés volt. Nevét egy cári börtönről kapta, hasonlóan más olyan szervezetekhez, amelyeket cári börtönökből szabadult lengyelek alapítottak az emigrációban (Gromady Grudziąż, Gromada Humań, Gromada Praga). Vezetőjük Stanisław Worcell, Tadeusz Krępowiecki és Zenon Świętosławski volt. Programjukban a függetlenségért és a parasztság felszabadításáért álltak ki, szintén felelőssé téve a nemességet Lengyelország bajaiért. Túlságosan is radikális nézeteik miatt elszigetelődtek az emigráció más részeitől, illetve kisebb csoportokra bomlottak szét.

### Hôtel Lambert
A fentiekkel szemben álló, jobboldali, konzervatív, arisztokratikus politikai csoportosulás vezetője Adam Jerzy Czartoryski herceg volt. A Czartoryski család párizsi rezidenciája után Hôtel Lambertnek nevezték őket. Czartoryski célja nem a független és alkotmányos alapokon álló Lengyelország, hanem egy monarchikus, a plebejus demokráciától messzebb álló ország volt. Programja szerint fokozatos, lassú reformokkal akarta rendezni a parasztság helyzetét. Céljai elérését az európai kormányok, és nem a lengyelekkel szolidáris népek, illetve demokratikus csoportok támogatásában látta. Politikája arra irányult, hogy Anglia vagy Franciaország szembekerüljön Oroszországgal. Hívei igyekeztek segítséget nyújtani Oroszország és Ausztria ellen a magyaroknak a Balkánon és a Kaukázusban. A csoport leginkább a diplomácia és a korrupció elleni propaganda területén tevékenykedett Lengyelországban és az emigrációban is, továbbá nagyban támogatta az irodalmat és a kultúrát. Ehhez a politikai csoporthoz tartozott az egyébként szabadkőműves Narcyz Olizar író és festő, a Kremenyeci Líceum egykori diákja.

## A szellemi élet és a nemzeti kultúra
A szólásszabadságnak köszönhetően képes volt fejlődni és virágozni a Nyugat-Európában, és ezen belül elsősorban Franciaországban megtelepedett lengyel újságírás, politikai publicisztika és romantikus költészet. Franciaországban működött például Adam Mickiewicz, Juliusz Słowacki, Zygmunt Krasiński és Cyprian Norwid. Munkáik egy egész nemzedék gondolkodásmódját határozták meg, középpontban a haza szeretetével és a haladás kérdésével. Ebből a szempontból Chopin is mérvadó volt, mert népi forrásokból merítve fejlesztette nemzeti szellemben a zenét. Lelewel történeti munkái pedig szintézisbe tudták fogni mindezen politikai és ideológiai gondolatokat.

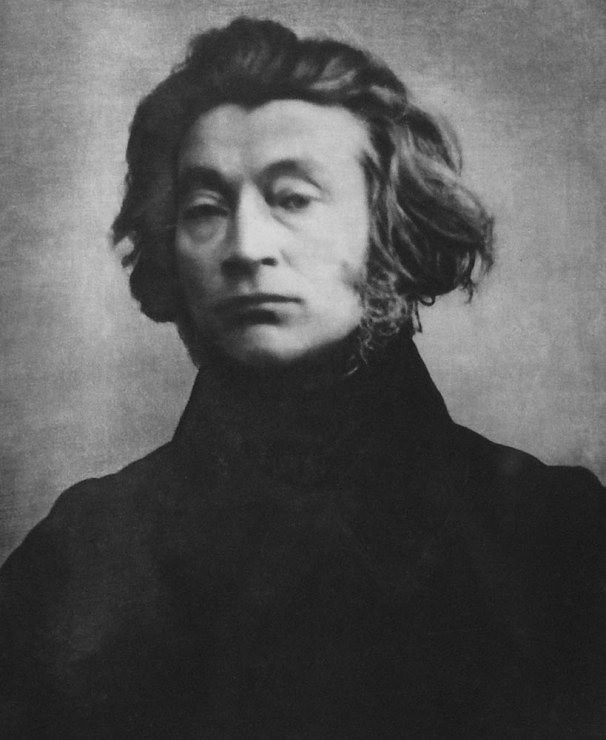
Adam Mickiewicz (1798–1855)
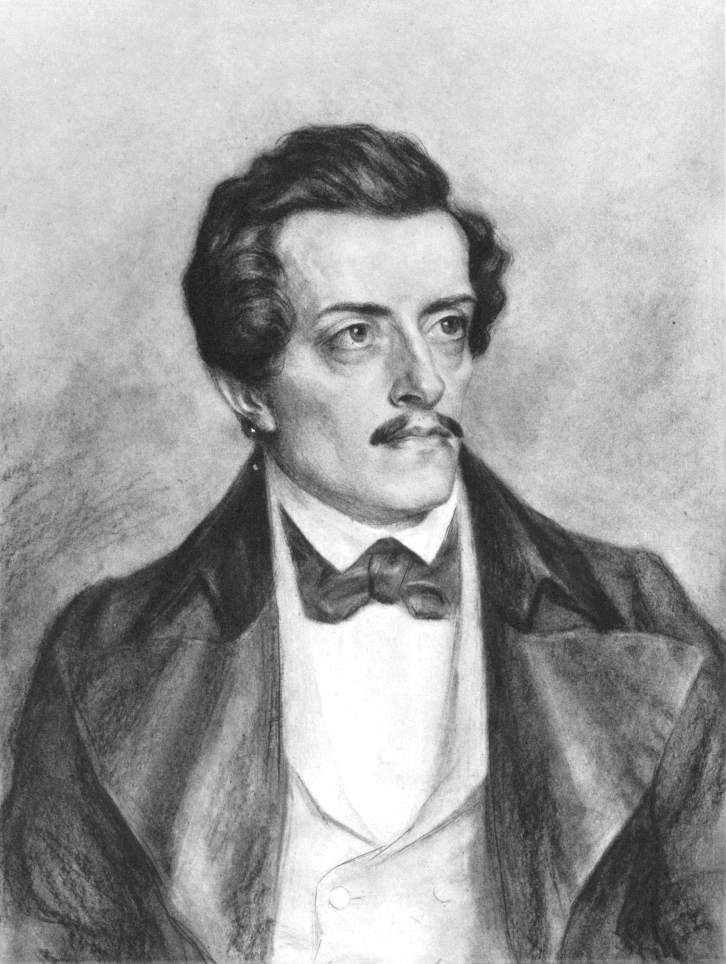
Juliusz Słowacki (1809–1848)
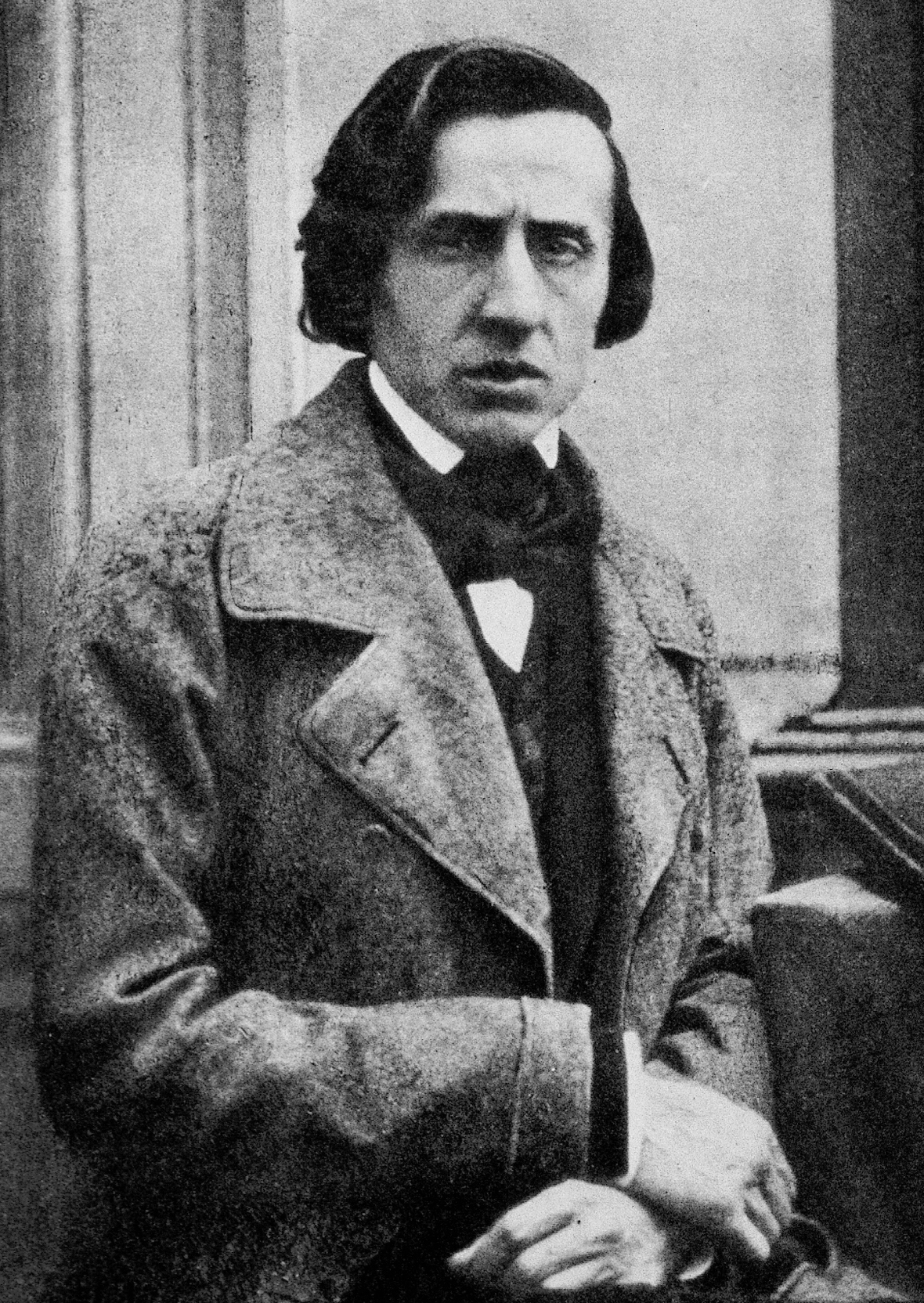
Frédéric Chopin (1810–1849)
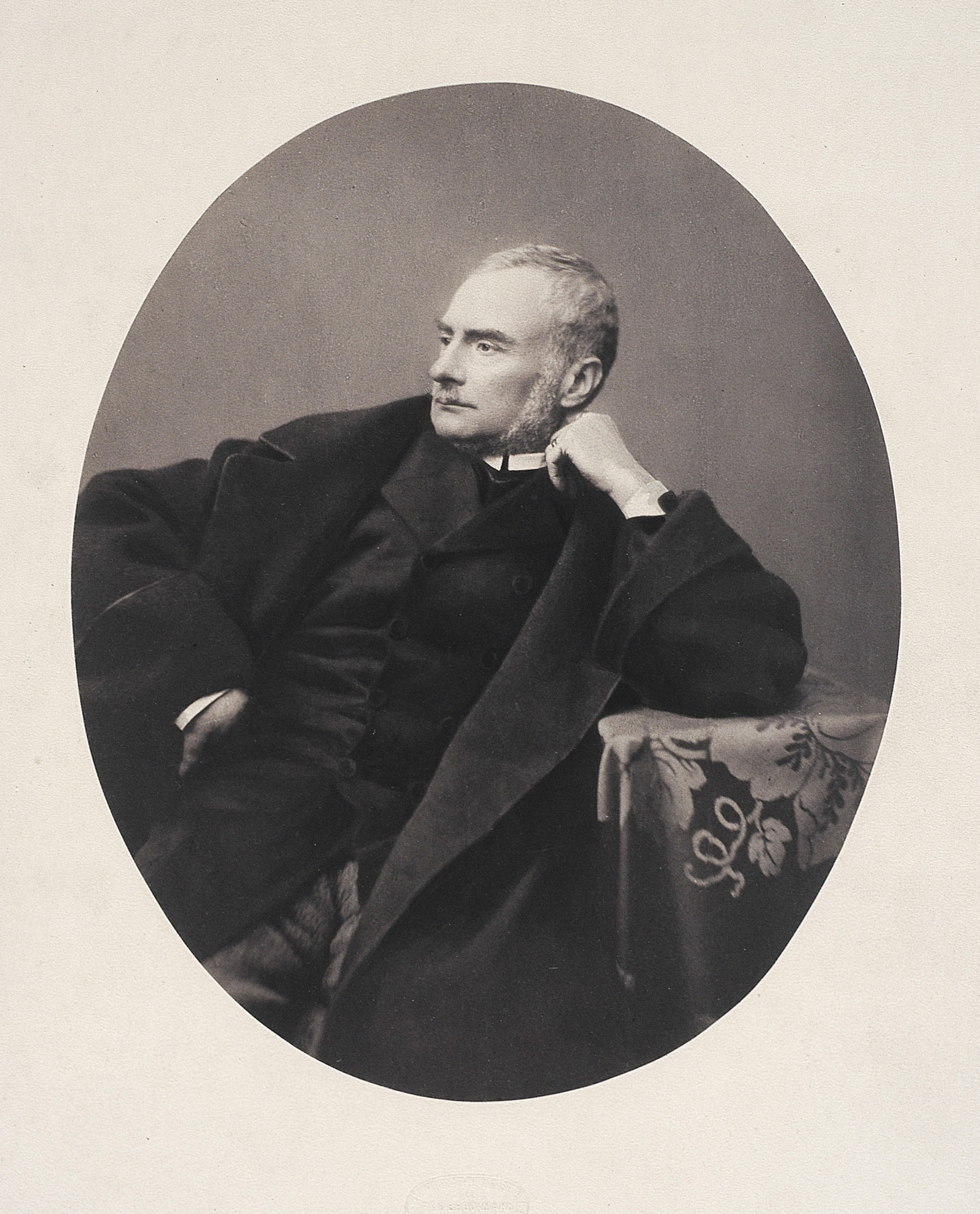
Zygmunt Krasiński (1812–1859)
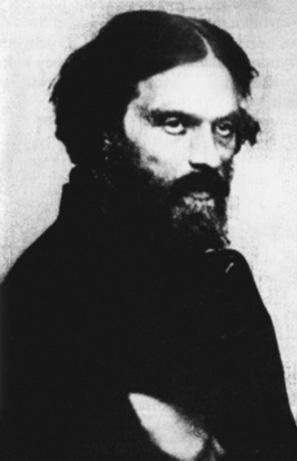
Cyprian Kamil Norwid (1821–1883)

A korszak során számos enciklopédikus mű, illetve folyóirat jelent meg, amelyek feladata az volt, hogy megismertessék Lengyelországot és a lengyeleket a befogadó nemzetek tagjaival.
Híres feltaláló volt Jan Józef Baranowski, aki a gázóra és számos vasúti eszköz, többek között a szemafor és a jegylyukasztó-készülék feltalálója volt. 1835-ben Bem megalapította Párizsban a Lengyel Műszaki Társaságot (Tworzenie Towarzystwo Politechniczne Polskie), ami egy út- és hídépítő iskolát (Szkoły Dróg i Mostów) is működtetett. Híres feltaláló, egyben emigráns politikai aktivista volt Antoni Norbert Patek, a Patek Philippe & Co. svájci óragyár megalapítója.
A szellemi élet leginkább az 1832-1848 közötti esztendőkben pezsgett. Az ötvenes évekre a politikai szférához hasonlóan a kultúra is válságba került, részben az alkotók halálozása miatt, részben pedig, mert az emigráció lassan elszakadt az óhazától.

## Érdekességek
- Heinrich Heine A két lovag című versében maró gúnnyal ábrázolja a Párizsba érkezett lengyel emigránsokat, „nagy-nagy Szamarinszki” néven említve hőseiket. Heine 1831-től maga is emigrációban élt, amit megszenvedett.[1]
- Adam Mickiewicz A lengyel nemzet és a lengyel zarándokság könyvei (Księgi narodu polskiego i pielgrzymstwa polskiego) című prózai művében bibliai nyelven dicsőíti Lengyelország múltját és jövőjét. A Párizsban, 1832-ben megjelent könyvét az emigráció programjának szánta, de nagy hatást gyakorolt vele az európai gondolkodásra is.[2]
- Stanisław Worcell jó viszonyt ápolt Kossuth Lajossal a londoni emigráció idején. Egyik gondolata a lengyel-magyar barátság szállóigéjévé vált, s 2014-ben Erzsébetvárosban két tölgyet ábrázoló tűzfalfestmény készült a felhasználásával.

## Fordítás
- Ez a szócikk részben vagy egészben a Wielka Emigracja című lengyel Wikipédia-szócikk ezen változatának fordításán alapul.  Az eredeti cikk szerkesztőit annak laptörténete sorolja fel. Ez a jelzés csupán a megfogalmazás eredetét és a szerzői jogokat jelzi, nem szolgál a cikkben szereplő információk forrásmegjelöléseként.

## Külső kapcsolatok
- Gömöri György: Nagy emigráció – kis emigráció? A lengyel és magyar emigrációkról. Kalligram, 2006. január–február[halott link] kalligram.eu